# Канакер-Зейтун
40°13′12″ пн. ш. 44°32′18″ сх. д. / 40.22° пн. ш. 44.538333333333° сх. д.
Канакер-Зейтун (вірм. Քանաքեռ-Զեյթուն վարչական շրջան) — один із 12 районів Єревана, столиці Республіки Вірменія, розташований у північно-східній частині міста. За даними перепису 2011 року, населення району становить 73 886 осіб.
Розташований на пагорбі з видом на центральну частину Єревана, адміністративний район Канакер-Зейтун має спільні кордони з районами Аван, Арабкір, Кентрон і Нор-Норк. По зовнішньому кордону межує з провінціями Армавір, Арагацотн і Котайк.
Район неофіційно поділяється на менші райони, такі як Канакер, Нор-Зейтун і Монумент.

## Головні вулиці
- Проспект Свободи
- Вулиця Давида Анхагта
- Вулиця Аветиса Агароняна
- Вулиця Паруйра Севака
- Вулиця Рубінянц
- Вулиця Закарія Канакерці
- Тбіліське шосе

## Заклади освіти
- Школа китайсько-вірменської дружби, яка знаходиться в Канкері[3]

## Галерея

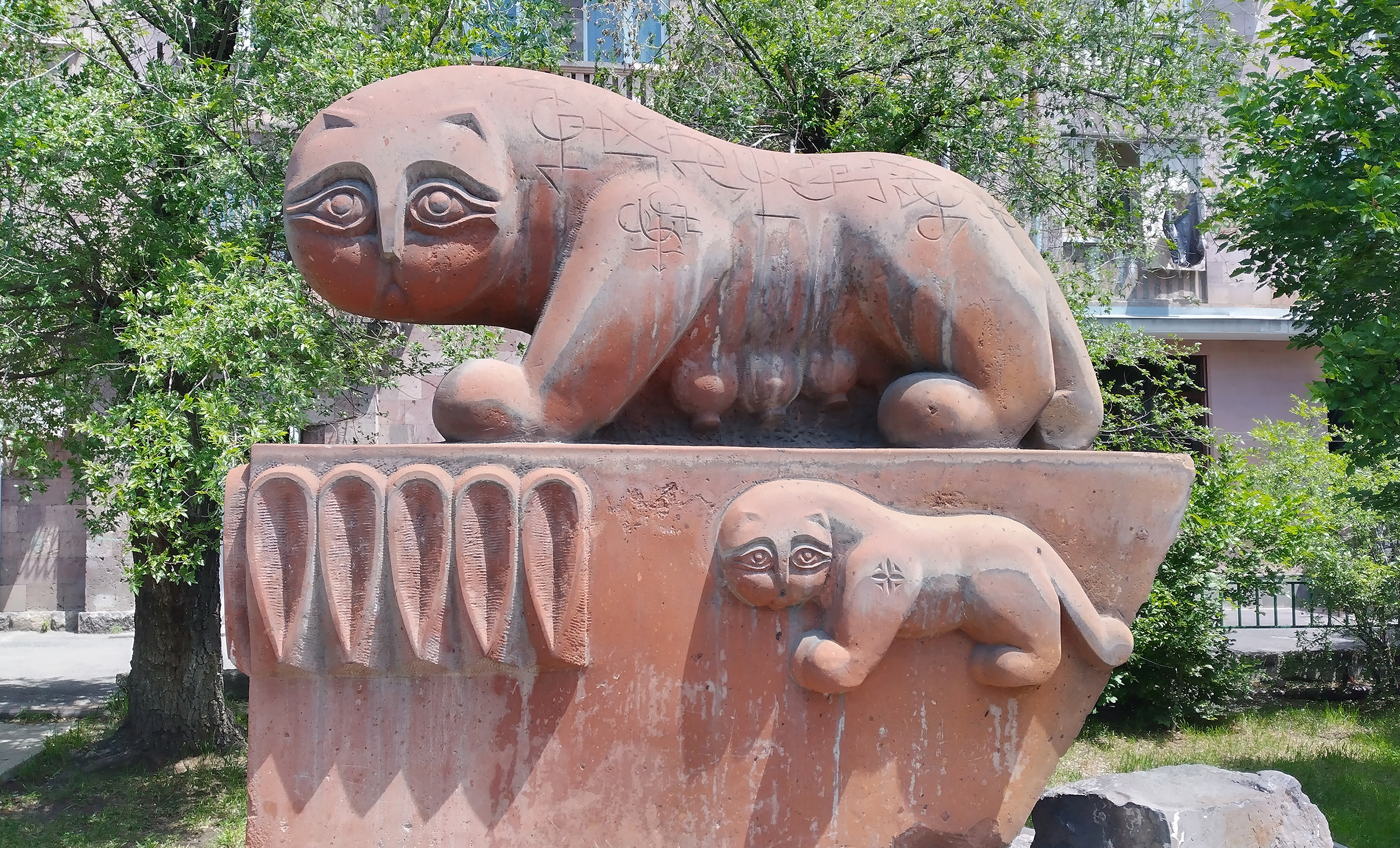
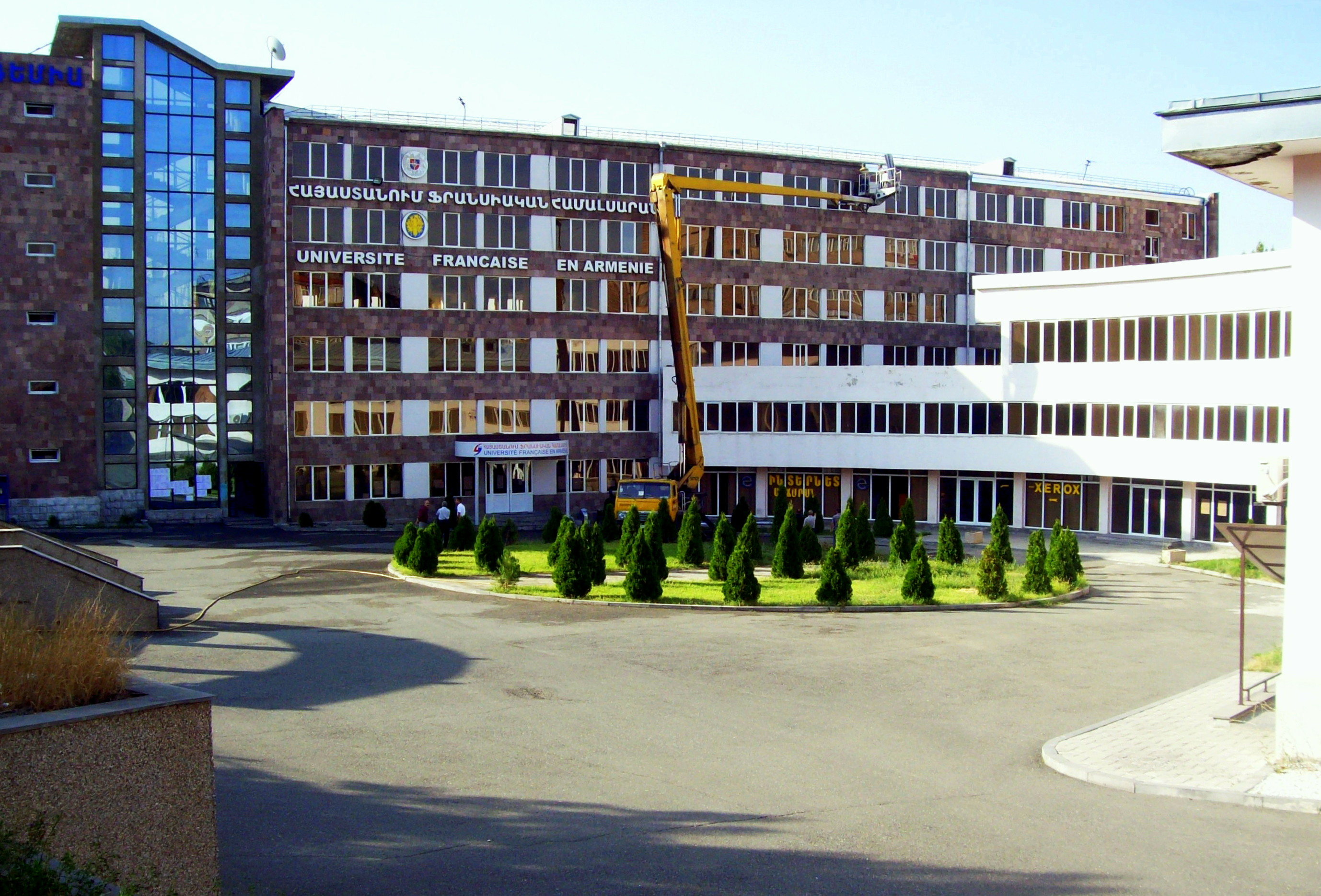
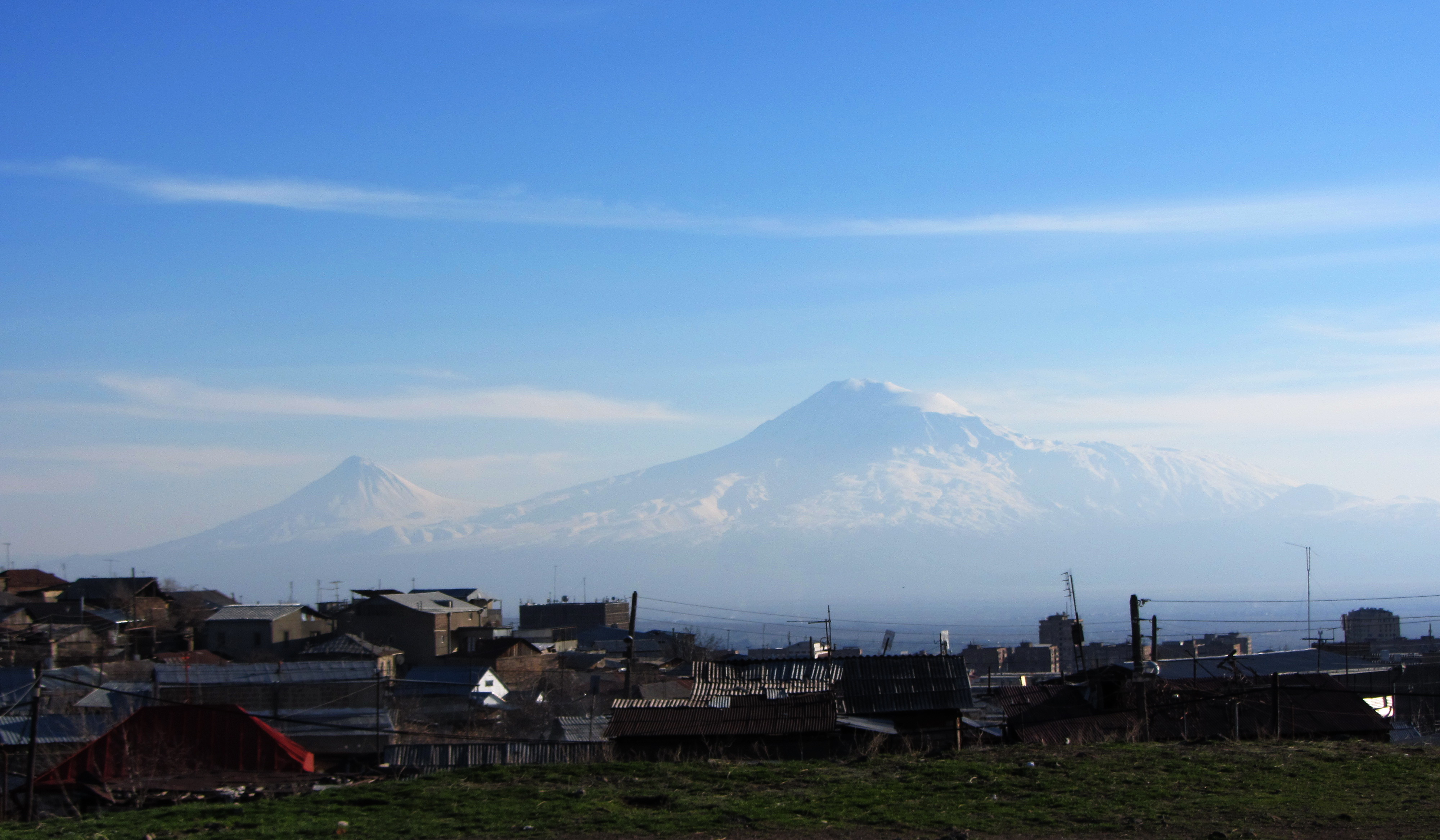
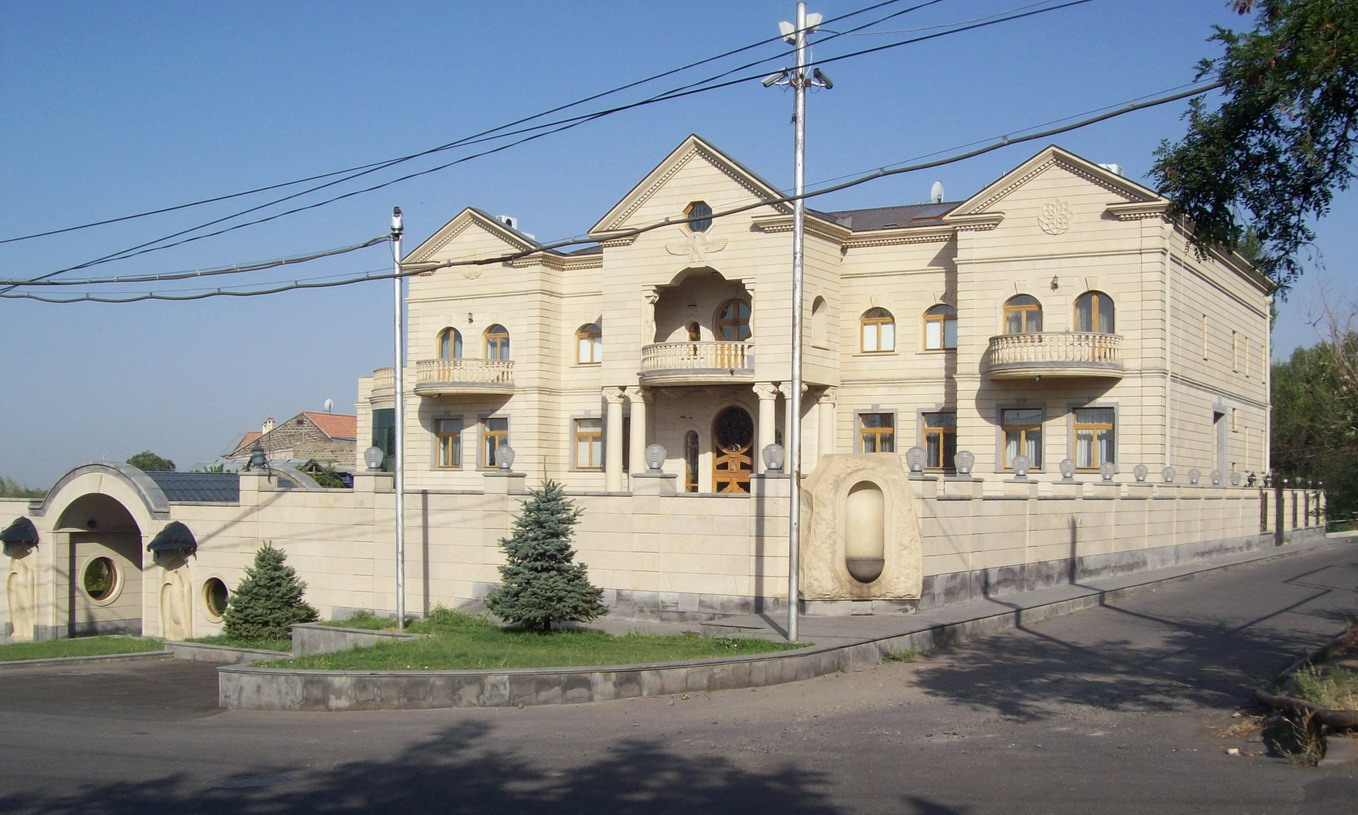
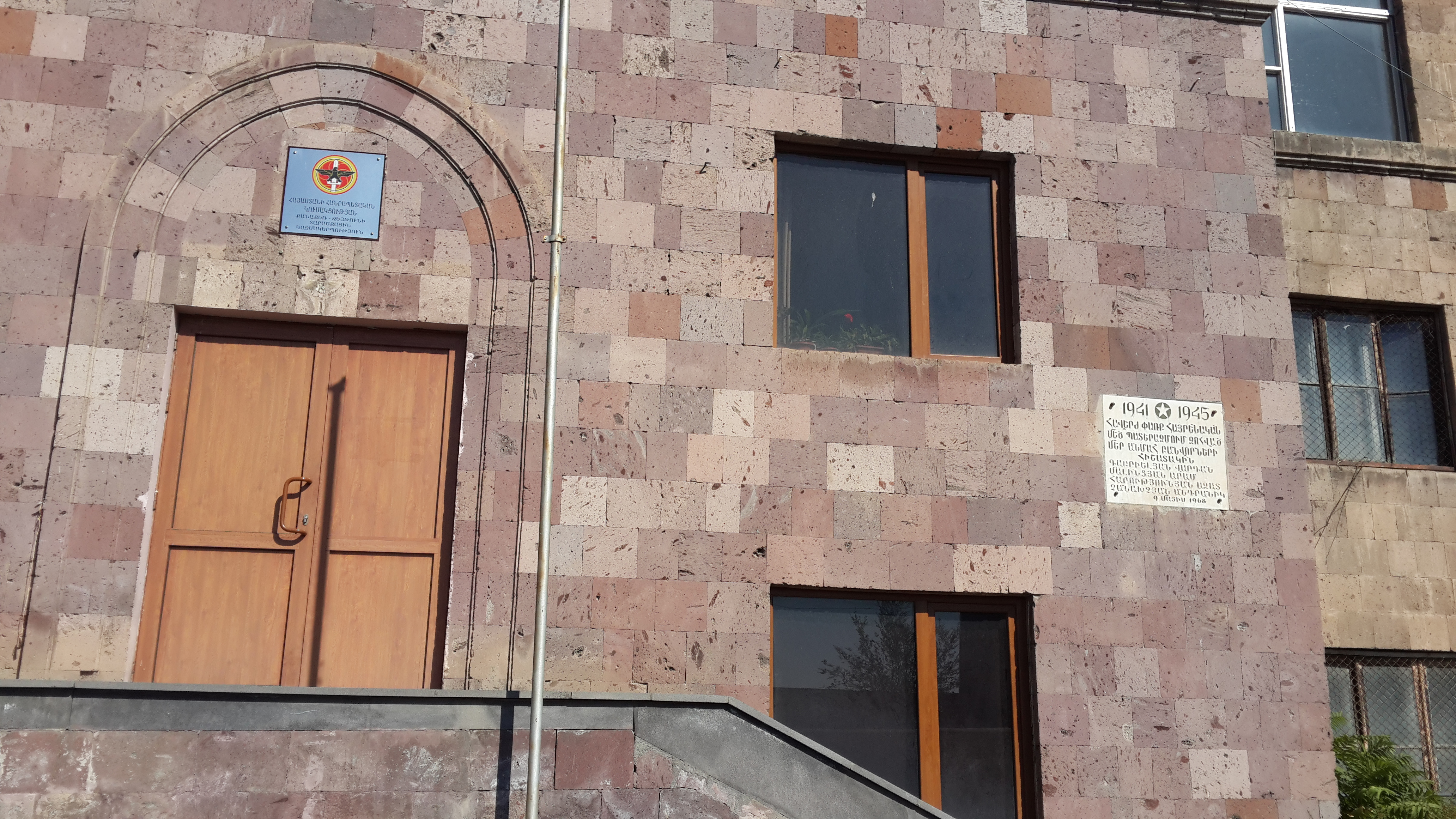
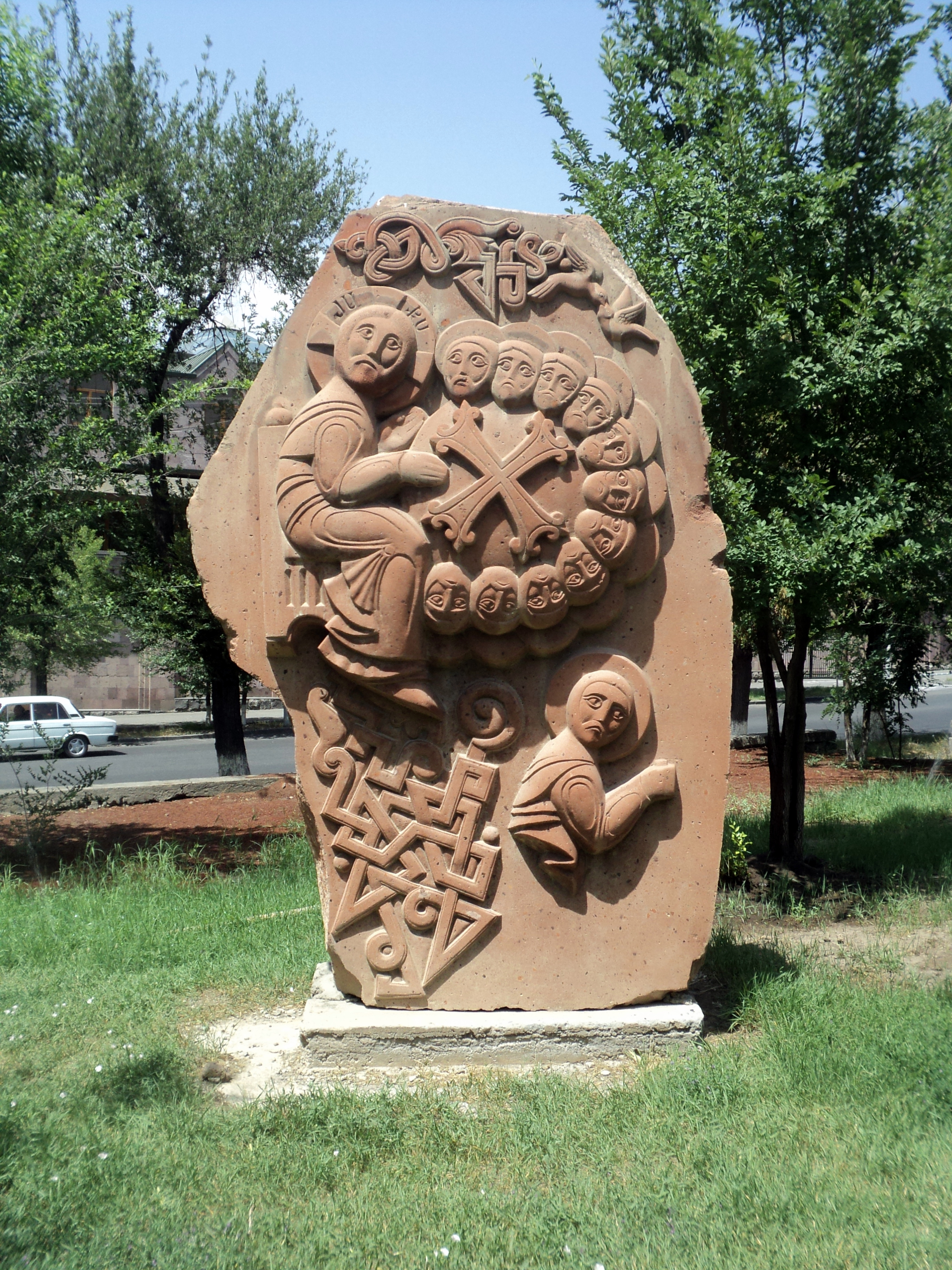